# ميغيل مونتيس (لاعب كرة قدم)
ميغيل مونتيس (بالإسبانية: Miguel Montes)‏ هو لاعب كرة قدم ومدرب كرة قدم إسباني في مركز الهجوم، ولد في 28 فبراير 1940 في أوفييدو في إسبانيا، وتوفي في 20 مايو 2019 في خيخون في إسبانيا. لعب مع ريال سبورتينغ خيخون.